# 산소-혈색소 해리 곡선
산소혈색소 해리 곡선(oxyhemoglobin dissociation curve, 산소헤모글로빈 해리 곡선, 산화혈색소 해리 곡선) 또는 산소 해리 곡선(oxygen dissociation curve, ODC)이라고도 불리는 산소-혈색소 해리 곡선(oxygen–hemoglobin dissociation curve, 산소-헤모글로빈 해리 곡선)은 포화된(산소 함유) 헤모글로빈 비율을 수직축에 표시하고 산소 장력(oxygen tension)에 대해서는 수평축에 표시하는 형태의 곡선이다. 이 곡선은 혈액이 어떻게 산소를 운반하고 방출하는지 이해하는데 중요한 도구이다. 구체적으로, 산소헤모글로빈 해리 곡선은 산소 포화도(SO2) 및 혈액 내 산소 분압(PO2)과 관련이 있으며 "산소에 대한 헤모글로빈 친화력"에 의해 결정된다. 즉, 헤모글로빈이 얼마나 쉽게 산소 분자를 획득하여 주변 체액으로 방출하는지를 나타낸다.

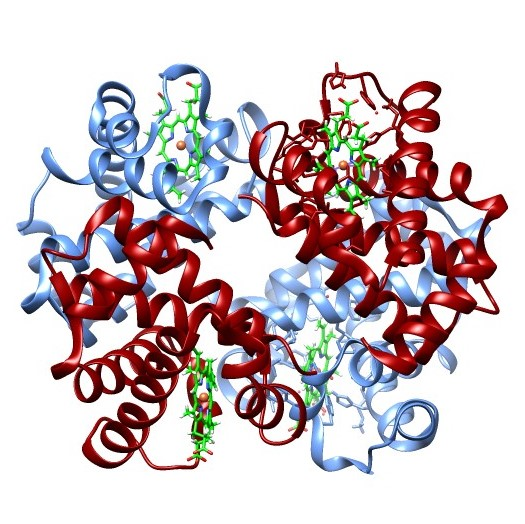
산소헤모글로빈의 구조

## S자 모양

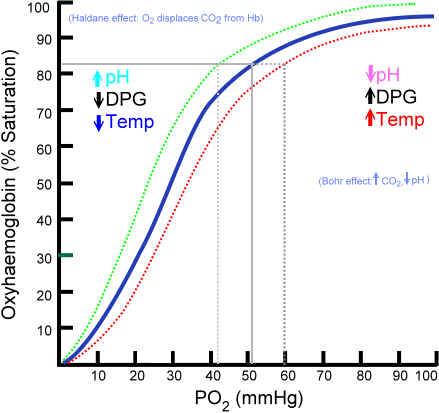
헤모글로빈 포화도 곡선

곡선(curve)은 일반적으로 다음과 같은 공식을 사용하는 시그모이드 플롯(sigmoid plot)으로 가장 잘 설명된다:
{\displaystyle S(t)={\frac {1}{1+e^{-t}}}.}

## 표준 해리 곡선에 영향을 미치는 요인
| 통제 변인   | 변화 | 곡선의 이동 |
| ----------- | ---- | ----------- |
| 온도        | ↑    | →           |
| 온도        | ↓    | ←           |
| 2,3-BPG     | ↑    | →           |
| 2,3-BPG     | ↓    | ←           |
| pCO2        | ↑    | →           |
| pCO2        | ↓    | ←           |
| 산성도 [H+] | ↑    | →           |
| 산성도 [H+] | ↓    | ←           |

메모:
- 왼쪽으로 이동: 더 높은 O2 친화력
- 오른쪽으로 이동: 더 낮은 O2 친화력
- 태아 헤모글로빈은 성인 헤모글로빈보다 O2 친화력이 더 높다. 주로 2,3-비스포스포글리세르산에 대한 친화력이 크게 감소했기 때문이다.

### ITPP의 효과
Myo-inositol trispyrophosphate (ITPP)

## 태아 혈색소

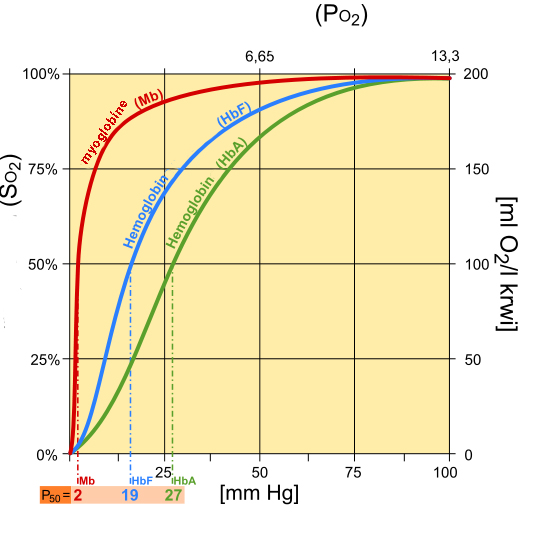
태아 헤모글로빈 포화도 곡선

## 같이 보기
- 혈색소
- 사구체 여과율
- 부분 압력
- 혈액 기체 장력
- 심장 기능 곡선